# Christine Beauchamp
Christine Beauchamp, var en pseudonym för ett berömt, av Morton Prince beskrivet fall av personlighetsklyvning med ett flertal alternerande medvetanden, beskrivet i hans arbete The dissociation of a personality (1905).